# Малодобронська сільська рада
| Малодобронська сільська рада — колишній орган місцевого самоврядування у Ужгородському районі Закарпатської області з адміністративним центром у с. Мала Добронь. Сільській раді підпорядковані населені пункти: - с. Мала Добронь - с. Демечі |

## Склад ради
Рада складалася з 18 депутатів та голови.

## Керівний склад сільської ради
| ПІБ                   | Основні відомості                                                 | Дата обрання | Дата звільнення |
| --------------------- | ----------------------------------------------------------------- | ------------ | --------------- |
| Ембер Балаж Балажович | Сільський голова, 1949 року народження, освіта, безпартійний      | 26.03.2006   | 31.10.2010      |
| Ембер Балаж Балажович | Сільський голова, 1949 року народження, освіта вища, безпартійний | 31.10.2010   |                 |

Примітка: таблиця складена за даними джерела